# Ryczywół (województwo wielkopolskie)

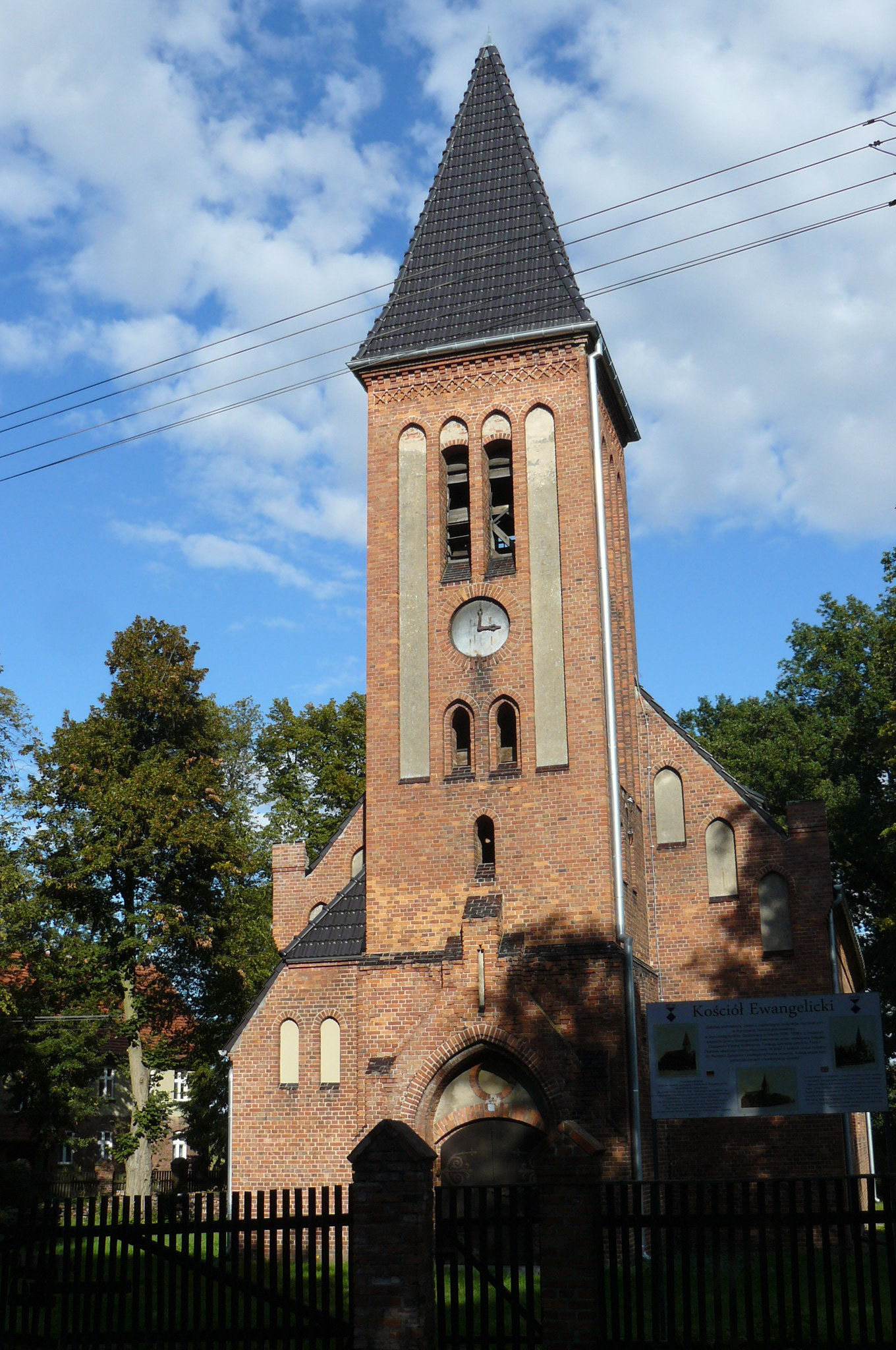
Kościół ewangelicki w Ryczywole

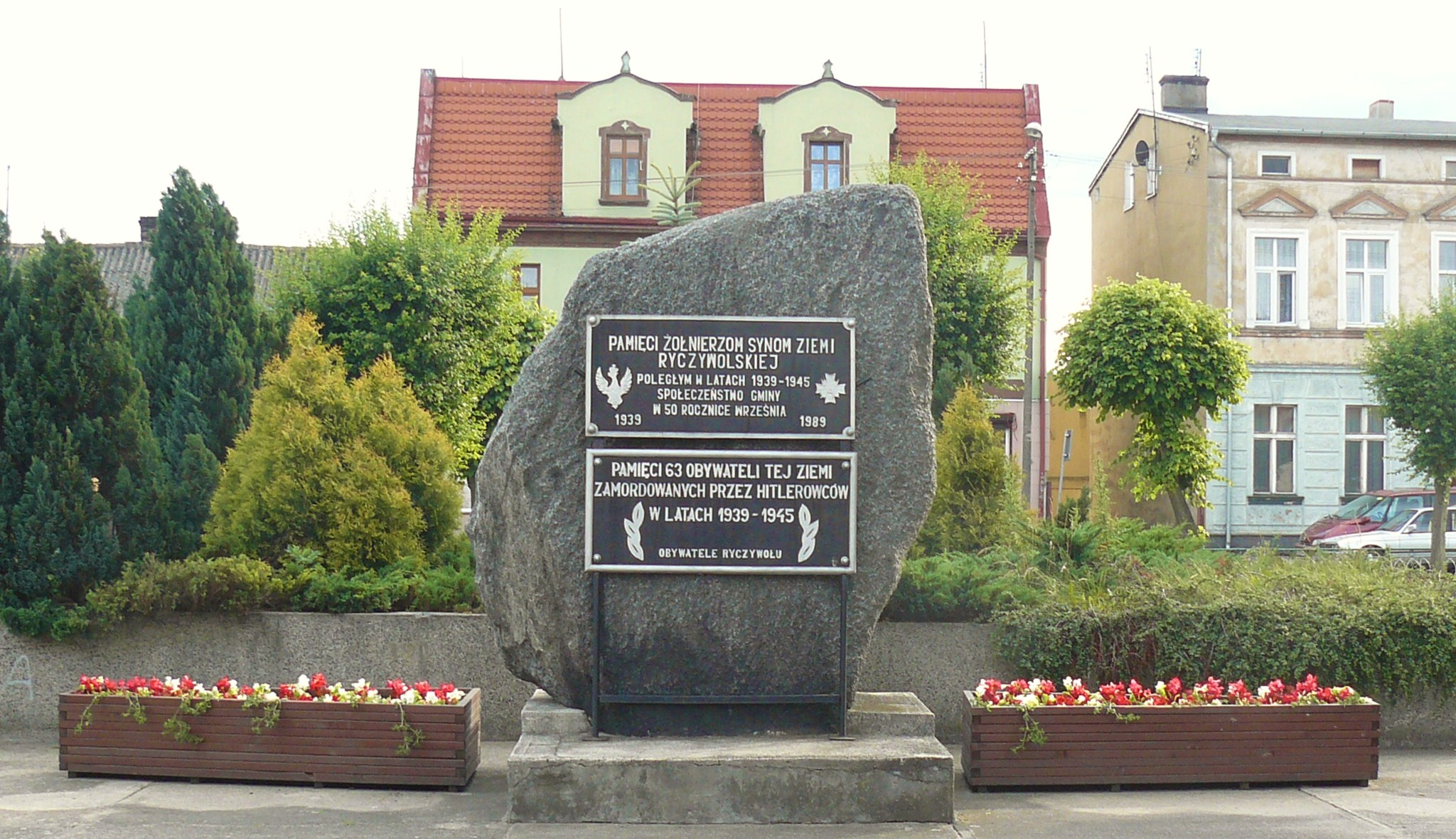
Pomnik na Rynku w Ryczywole

Ryczywół (niem. Ritschenwalde) – wieś (dawniej miasto) w Polsce położona w województwie wielkopolskim, w powiecie obornickim, w gminie Ryczywół. Miejscowość jest siedzibą gminy Ryczywół.
Ryczywół uzyskał lokację miejską przed 1426 rokiem, zdegradowany w 1934 roku. Prywatne miasto szlacheckie położone było w 1580 roku w powiecie poznańskim województwa poznańskiego.

## Historia
- 9 sierpnia 1426 król Władysław II Jagiełło odnawia przywilej lokacyjny dla miasta Nowy Ostrów, które w 1429 roku po raz pierwszy występuje w źródłach jako Ryczywół. Z czasem nazwa Ryczywół całkowicie wyparła nazwę Nowy Ostrów. Nie znamy daty pierwotnej lokacji miasta.
- W czasie wojny trzynastoletniej Ryczywół wystawił w 1458 roku 2 pieszych na odsiecz oblężonej polskiej załogi Zamku w Malborku[6].
- W połowie XVII wieku miasto zniszczyli Szwedzi
- Od 1793 roku w zaborze pruskim.
- Od 1807 roku w Księstwie Warszawskim.
- Od 1815 roku w Prusach, pod niemiecką nazwą Lopischewo zu Ritschenwalde.
- 6 stycznia 1919 roku Ryczywół został wyzwolony spod okupacji niemieckiej przez żołnierzy polskich
- 16 sierpnia 1931 roku doszło w Ryczywole do starcia między działaczami oraz sympatykami Obozu Wielkiej Polski a policją, dwóch funkcjonariuszy i trzech narodowców zostało rannych.[7]
- Ryczywół utracił prawa miejskie w 1934 roku.
- Podczas II wojny światowej, w styczniu 1945 roku miejscowość została zajęta przez Armię Czerwoną.
- W latach 1975–1998 miejscowość położona była w województwie pilskim.

## Zabytki
- Kościół św. Mikołaja w Ryczywole, ul. ks. Stepczyńskiego
- Kościół ewangelicki w Ryczywole, ul. Czarnkowska

## Kościoły i Związki Wyznaniowe
- Kościół rzymskokatolicki – Parafia św. Mikołaja w Ryczywole, ul. ks. Stepczyńskiego 1
- Świecki Ruch Misyjny „Epifania” – Zbór w Ryczywole, ul. Kolejowa 9